# فرودگاه وونگ تائو
فرودگاه وونگ تائو  (به انگلیسی: Vung Tau Airport) یک فرودگاه همگانی با کد یاتا VTG است . این فرودگاه در شهر وونگ تائو کشور ویتنام قرار دارد .